# Saint-Just-la-Pendue
Saint-Just-la-Pendue è un comune francese di 1 553 abitanti situato nel dipartimento della Loira della regione dell'Alvernia-Rodano-Alpi.

## Società

### Evoluzione demografica
Abitanti censiti